# Lothar Suhling
Lothar Suhling (* 1. August 1938 in Danzig; † 17. Februar 2018 in Ägypten) war ein deutscher Technikhistoriker und Museumsdirektor. Er wurde als Historiker des Bergbau- und Hüttenwesens bekannt und leitete das Landesmuseum für Technik und Arbeit (seit 2010: Technoseum) im baden-württembergischen Mannheim in seiner Gründungs- und Aufbauphase.

## Biografie
Die Familie Lothar Suhlings floh 1945 nach Schleswig-Holstein und kam 1952 in das neu gebildete Bundesland Baden-Württemberg. Er war in erster Ehe mit einer Tochter des deutsch-österreichischen Chemie-Ingenieurs und Erfinders Fritz Stastny verheiratet und hatte mit dieser zwei Söhne und eine Tochter. Er starb während einer Ferienreise in Ägypten am Roten Meer und wurde auf dem Waldfriedhof in Hockenheim beigesetzt.
Suhling besuchte in Itzehoe und Mannheim das Gymnasium. Daran schloss sich eine naturwissenschaftlich-technische Lehre in der Zellstofffabrik Waldhof an. Einem Studium der Fachrichtung Verfahrenstechnik an der damaligen Staatlichen Ingenieurschule Mannheim folgte eine Konstrukteurstätigkeit bei der BASF in Ludwigshafen am Rhein. Anschließend studierte er an der Technischen Hochschule Stuttgart, die 1967 in Universität Stuttgart umbenannt wurde, Allgemeinen Maschinenbau und dann als Diplomingenieur seit 1969 am Lehrstuhl von Armin Hermann Geschichte der Naturwissenschaften und Technik.
1971 wurde er dort der erste wissenschaftliche Assistent für Technikgeschichte und befasste sich vornehmlich mit der Technologie des Kupferseigerns, die Gegenstand seiner Dissertation über den Seigerhüttenprozess wurde. Montangeschichtlichen Themen insbesondere der Frühen Neuzeit blieb er in den folgenden Jahrzehnten treu und widmete ihnen wiederholt Tagungsbeiträge und Publikationen. Nach der Promotion war er am Forschungsinstitut für Geschichte der Naturwissenschaften und der Technik des Deutschen Museums in München tätig, bevor er 1975/1976 eine Professur für Bau- und Technikgeschichte an der Fachhochschule Dortmund erhielt.
1981 wechselte er in die Projektgruppe des in Baden-Württemberg geplanten technischen Landesmuseums und übernahm 1983 deren kommissarische Leitung. 1984 wurde er von Ministerpräsident Lothar Späth zum ersten Museumsdirektor und Professor ernannt. Ab 1985 wirkte er als Vorstand der Museumsstiftung. Diese Aufgaben versah er bis zu seiner Pensionierung im Jahr 2002.
Suhling entwickelte eine als „Raum-Zeit-Spirale“ beschriebene Konzeption für die ständige Ausstellung des Museums, die im September 1990 in dem von der Berliner Architektin Ingeborg Kuhler entworfenen und realisierten Museumsgebäude der Öffentlichkeit übergeben wurde und 1992 durch die Verleihung des Preises Europäisches Museum des Jahres internationale Anerkennung fand.
Mehrfach befasste sich Suhling mit dem deutschen Flugzeugingenieur und Raketenpionier Julius Hatry und dem Erfinder des Styropor Fritz Stastny.

## Ehrungen
- 1975: Rudolf-Kellermann-Preis für Technikgeschichte

## Veröffentlichungen (Auswahl)
- Erdöl und Erdölprodukte in der Geschichte. Ein Überblick über mehrere Jahrtausend Gewinnung und Verwendung von Erdölprodukten im Vorderen Orient und in Europa bis zum Beginn der grossindustriellen Produktion. Deutsches Museum von Meisterwerken der Naturwissenschaft und Technik, München, Abhandlungen und Berichte ; Jg. 43. 1975, H. 2/3.
- Der Seigerhüttenprozeß. Die Technologie des Kupferseigerns nach dem frühen metallurgischen Schrifttum. Riederer, Stuttgart 1976. Zugleich Stuttgart, Universität, Fachbereich Geschichts-, Sozial- u. Wirtschaftswiss., Dissertation, 1974.
- Deutsche Baukunst. Technologie und Ideologie im Industriebau des »Dritten Reiches«. In: Herbert Mehrtens und Steffen Richter (Hrsg.): Naturwissenschaft, Technik und NS-Ideologie. Beiträge zur Wissenschaftsgeschichte des Dritten Reichs. Suhrkamp, Frankfurt am Main 1980 (= stw 303), S. 243–281.
- Aufschließen, Gewinnen und Fördern. Geschichte des Bergbaus. Rowohlt, Reinbek bei Hamburg 1983. Orig.-Ausg. (= rororo ; 7713 : rororo-Sachbuch : Kulturgeschichte der Naturwissenschaften und der Technik). 9.–11. Tsd. 1988. ISBN 3-499-17713-7
- Werden und Wandel von Technikmuseen aus konzeptioneller Sicht. Die neue Museumsgeneration am Beispiel des Landesmuseums für Technik und Arbeit in Mannheim. In: Lothar Hiersemann (Hrsg.): Beiträge zur Geschichte von Technik und technischer Bildung. Folge 8, FH Leipzig 1994, S. 3–21.
- Georgius Agricola und die Hüttentechnik seiner Zeit: Die «De re metallica libri XII» im Kontext metallurgischer Handschriften (frühneuzeitlicher Schmelzbücher). In: Friedrich Naumann (Hrsg.): Georgius Agricola, 500 Jahre. Birkhäuser, Basel 1994, S. 453–464.